# William Buhmann Johnson
William Buhmann Johnson (mais conhecido como Bill Johnson; Palo Alto, 5 de dezembro de 1944) é um matemático estadunidense, conhecido pelo lema de Johnson–Lindenstrauss. É Distinguished Professor e A.G. & M.E. Owen Chair of Mathematics na Texas A&M University. Seus focos de pesquisas incluem espaços de Banach, análise funcional não-linear e teoria das probabilidades.
Johnson graduou-se na Universidade Metodista Meridional em 1966, e obteve um doutorado na Universidade Estadual de Iowa em 1969, orientado por James Arthur Dyer. Afazer parte das faculdades da Universidade de Houston e da Universidade Estadual de Ohio passou a ser membro da faculdade da Texas A&M University em 1984.
Recebeu a Medalha Stefan Banach de 2007 da Academia de Ciências da Polônia. Em 2012 foi fellow da American Mathematical Society. Foi palestrante convidado do Congresso Internacional de Matemáticos no Rio de Janeiro (2018). Dentre seus orientados de doutorado consta Edward Odell.